# Jean Viviès
Pour les articles homonymes, voir Viviès (homonymie).
Jean Viviès, né le 23 décembre 1957 à Lavelanet dans l'Ariège, est un angliciste français professeur à l'Université d'Aix-Marseille. Spécialiste du XVIIIe siècle, il s’intéresse au roman, au récit de fiction, ainsi qu’au récit de voyage comme écriture littéraire. Son travail s’est ainsi orienté notamment vers les auteurs britanniques Defoe, Swift, Sterne, Smollett et Boswell. Il a écrit aussi sur Stevenson, Orwell, Graham Swift, Ishiguro, Carver ou  Mendelsohn. Il est également traducteur.
Expert traducteur (anglais) près la Cour d'Appel d'Aix-en-Provence.

## Formation
Études secondaires au lycée Jean-Durand de Castelnaudary (Aude). Classes préparatoires littéraires au lycée Saint-Sernin de Toulouse. Ancien élève de l'École normale supérieure de Saint-Cloud, Jean Viviès est agrégé d'anglais (1981, 4e). Il est docteur en littérature anglaise (1986), avec une thèse sur James Boswell, préparée sous la direction du Professeur Maurice Lévy (Toulouse). Son Habilitation à diriger des recherches (1997) a eu pour garant  le Professeur Alain Bony (Lyon).

## Parcours
Il a enseigné pendant deux ans en Grande-Bretagne comme lecteur de français à l’université de Reading, puis  au lycée français de Madrid, et de retour en France au  collège Henri-Wallon et au lycée Claude-Monet en zone d’éducation prioritaire au Havre .  
Élu maître de conférences à l’université de Provence en 1988, il y est devenu professeur des universités en 1998. Il enseigne aujourd'hui la littérature britannique et la traduction à l'Université d'Aix-Marseille comme Professeur de classe exceptionnelle (CE2). Il a dirigé une vingtaine de thèses de doctorat et d'habilitations à diriger des recherches.   
Il y a dirigé le Département d’études du monde anglophone (2001-2003)et le Laboratoire d’études et de recherches sur le monde anglophone LERMA  (2005-2010).  
Il a successivement été vice-président de l’université de Provence (2006-2011) , chargé du secteur Lettres et Sciences Humaines , puis des Relations Internationales et Vice-président des relations internationales de l’université d’Aix-Marseille  (2012-2013). A ce titre il a effectué de nombreuses missions à l'étranger (Chine, Japon, Brésil, Canada, Etats-Unis, Vietnam, etc,)
Il a exercé en outre les fonctions électives de Président de la SAES, Société des Anglicistes de l’Enseignement Supérieur (2008-2012) et de président de la section 11  "Études Anglophones", (2015-2019) du Conseil national des universités.
Il a fondé la collection « Écritures du voyage » aux Presses Universitaires de Provence. Il a aussi fondé en 2004 et présidé la Société d’Étude sur la Littérature de Voyage du monde Anglophone (SELVA) et exercé trois mandats de vice-président de la Société d'Études Anglo-Américaines des XVIIe et XVIIIe siècles.  Il a présidé aussi différents comités d'évaluation (AERES et HCERES) et des jurys de prix. Il a fait partie du jury de l'IUF (Institut Universitaire de France) de 2017 à 2019 et obtenu une délégation au CNRS (2019-2021). Il a obtenu l'éméritat en septembre 2022. 

### Ouvrages
- James Boswell, État de la Corse, présentation, traduction, notes. Paris : Éditions du CNRS, 1992.
- Le Récit de voyage en Angleterre au XVIIIe siècle : de l'inventaire à l'invention, préface d'Alain Bony, Toulouse : Presses Universitaires du Mirail, 1999.
- English Travel Narratives in the Eighteenth Century: Exploring Genres, Aldershot : Ashgate, "Studies in Early Modern English Literature", trans. Claire Davison, 2002. Edition de poche 2017.
- Revenir/devenir. Gulliver ou l’autre voyage. Paris : Éditions Rue d’Ulm, coll. « Offshore », 2016.
- James Boswell, État de la Corse suivi de Journal d'un Tour etc. / Account of Corsica, présentation, traduction et notes, nouvelle édition bilingue, Ajaccio: Éditions Albiana, 2019.
- La Main de l’innocent, éditions Interstices, 2019[10].
- George Cheyne médecin de son siècle, 1672-1743. Malaise dans la civilisation anglaise, Presses Universitaires de Provence, 2023.
- Rugby Station. Histoire, langages, cultures du rugby, éditions Interstices, 2023.
- Omaha bleu noir, Librinova, mai 2024.

### Directions d'ouvrages collectifs (sélection)
- Lignes d'horizon. Récits de voyage de la littérature anglaise, Aix-en-Provence : P.U Provence, collection « Écritures du voyage », 2002.
- Lignes de fuite. Littérature de voyage du monde anglophone, Aix-en-Provence : P.U Provence, collection « Écritures du voyage », 2003.
- Récits de voyage, quinze textes réunis par Jean Viviès et Jan Borm, E-REA, Revue d’études anglophones, 3.1 (printemps 2005).
- Récits de voyage et romans voyageurs. Aspects de la littérature contemporaine de langue anglaise, dir F. Gallix, V. Guignery, M. Graves, J. Viviès, Aix-en-Provence : P.U Provence, collection « Écritures du voyage », 2006.
- Dissidence, déviance, décentrement, Actes du colloque « Jeunes Chercheurs » des deux sociétés savantes nationales Société d’Études Anglo-Américaines 17-18 et SFEDS, avec A Dunan-Page et S. Lojkine, Aix, 20-21 mars 2015. Revue Malice[11].
- "Letters to Swift", E-Rea, 18.2, 2021, https://doi.org/10.4000/erea.12419 , en collab. avec R. Menzies.

### Traductions
- Edward Palmer Thompson, La Formation de la classe ouvrière anglaise, en collaboration avec A. Rossignol, Paris, Gallimard-Le Seuil, « Hautes Études », 1988.
- Felix Gilbert, Machiavel et Guichardin. Politique et histoire à Florence au XVIe siècle, en collaboration avec P. Abbrugiati, Paris, Éditions du Seuil, « L'Univers Historique », 1996.

### Récits et nouvelles
- L'Autre Concile de Trente, deuxième Prix de la nouvelle, XXe Salon littéraire du Pays d'Aix, 2019.

### Distinctions
- Officier de l'ordre des Palmes académiques (2011(chevalier en 2004) [12]).
- Prix bisannuel  de la SELVA[13] en 2016 pour l'ouvrage Revenir/devenir. Gulliver ou l’autre voyage. Paris : Éditions Rue d’Ulm, coll. « Offshore », 2016.
- Prix du Livre de la Collectivité Territoriale de Corse 2019, catégorie "traduction, pour l'ouvrage James Boswell, État de la Corse suivi de Journal d'un Tour etc. / Account of Corsica, présentation, traduction et notes, nouvelle édition bilingue, Ajaccio: Éditions Albiana, 2019.